# اختر رسول
اختر رسول (اردو: اختر رسول؛ زادهٔ ۱۳ january ۱۹۵۴ (۷۱ سال)) ورزشکار هاکی روی چمن اهل پاکستان است.
وی در مسابقات کشوری و بین‌المللی در مجموع برندهٔ ۵ مدال طلا، ۲ مدال نقره، ۱ مدال برنز شده‌است.